# 돈황 (영화)
돈황(敦煌: The Silk Road)은 중국에서 제작된 사토 준야 감독의 1988년 영화이다. 니시다 토시유키 등이 주연으로 출연하였고 유키 요시히로 등이 제작에 참여하였다.

## 출연

### 주연
- 니시다 토시유키
- 사토 코이치

### 조연
- 나카가와 안나
- 와타세 츠네히코
- 타무라 타카히로
- 에모토 아키라
- 하라다 다이지로
- 미타 요시코
- 니나가와 유키오
- 신도 에이사쿠
- 스즈키 미즈호
- 와타비키 카츠히코